# Sielsowiet Dobrowola
Sielsowiet Dobrowola (biał. Дабравольскі сельсавет, ros. Добровольски сельсовет) – sielsowiet na Białorusi, w obwodzie grodzieńskim, w rejonie świsłockim, z siedzibą w Dobrowoli.
Według spisu z 2009 sielsowiet Dobrowola zamieszkiwało 846 osób, w tym 809 Białorusinów (95,63%), 20 Rosjan (2,36%), 14 Polaków (1,65%) i 3 Ukraińców (0,35%).
Sielsowiet w całości położony jest na terenie Parku Narodowego „Puszcza Białowieska”. Od zachodu graniczy z Polską. Przez sielsowiet przepływa Narew.

## Miejscowości
- agromiasteczka:
  - Cichowola
  - Dobrowola
- wsie:
  - Browsk
  - Długi Borek
  - Niemierża
  - Niemierżanka
  - Rudnia
  - Tuszemla
  - Żarkowszczyzna